# Nagelfar
Nagelfar, Naglfar – w mitologii nordyckiej upiorny statek zbudowany z paznokci zmarłych, na którym w dniu ragnarök przypłyną wrogowie bogów. Komendę nad Naglfarem obejmie olbrzym Hrym, a przy jego sterze stanie Loki. Aby opóźnić przybycie okrętu, jak wyjaśnia Snorri, jeśli ktoś umrze z długimi paznokciami, należy mu je obcinać.